# Prière d'enquêter
Prière d'enquêter (originellement intitulé Elli et Clément) est une série télévisée franco-belge, diffusée pour la première fois en Belgique le 8 décembre 2019 sur La Une, en Suisse le 3 janvier 2020 sur RTS Un, en France le 4 février 2020 sur France 3 et en Italie le 22 novembre 2022 sur Canale 5.
Cette fiction est une coproduction de Mother Production, France Télévisions, Versus Production et la RTBF (télévision belge), avec la participation de la Radio télévision suisse (RTS) et le soutien de la région Occitanie.
En juillet 2023, le groupe France Télévisions annonce la fin de la série avec l’épisode 6,.

## Synopsis
La capitaine Elli Taleb, policière à la vie privée très chargée (puisqu'elle élève ses trois sœurs) et – surtout – complètement athée et hermétique aux faits religieux, fait équipe avec Clément, un futur moine cistercien de l'abbaye de Valmagne.

## Distribution principale
- Sabrina Ouazani : capitaine Elli Taleb
- Mathieu Spinosi : Clément
- Jérôme Robart : lieutenant Franck Gallois
- Christian Rauth : Mathias (Père adoptif de Clément)
- Siham Falhoune : Maryam Taleb (petite sœur d'Elli Taleb)
- Myriam el Ghali-Lang : Bérénice Taleb (petite sœur d'Elli Taleb)
- Kélia Millera : Noémie Taleb (petite sœur d'Elli Taleb)

Principaux acteurs de la série
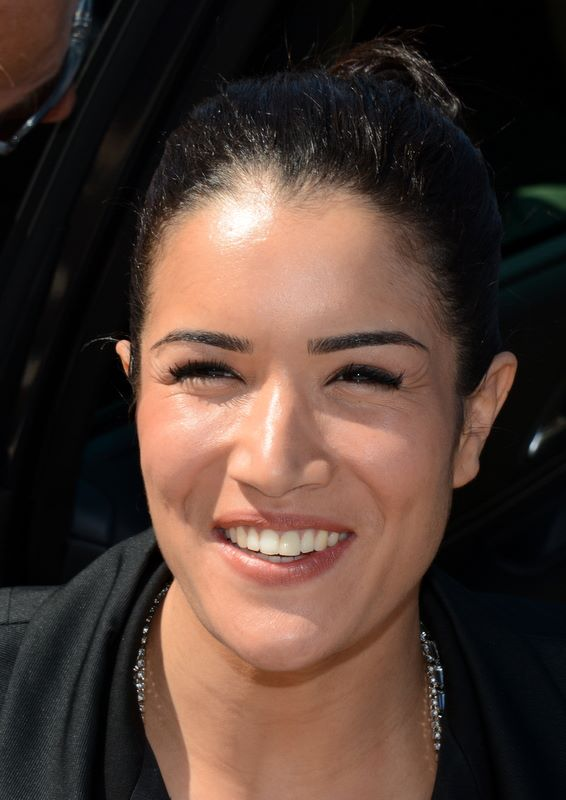
Sabrina Ouazani
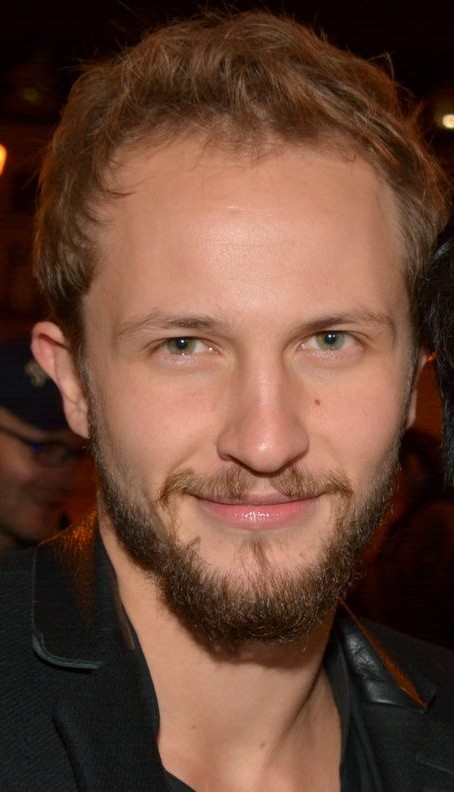
Mathieu Spinosi
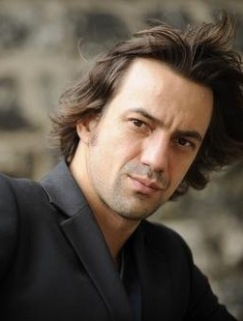
Jérôme Robart
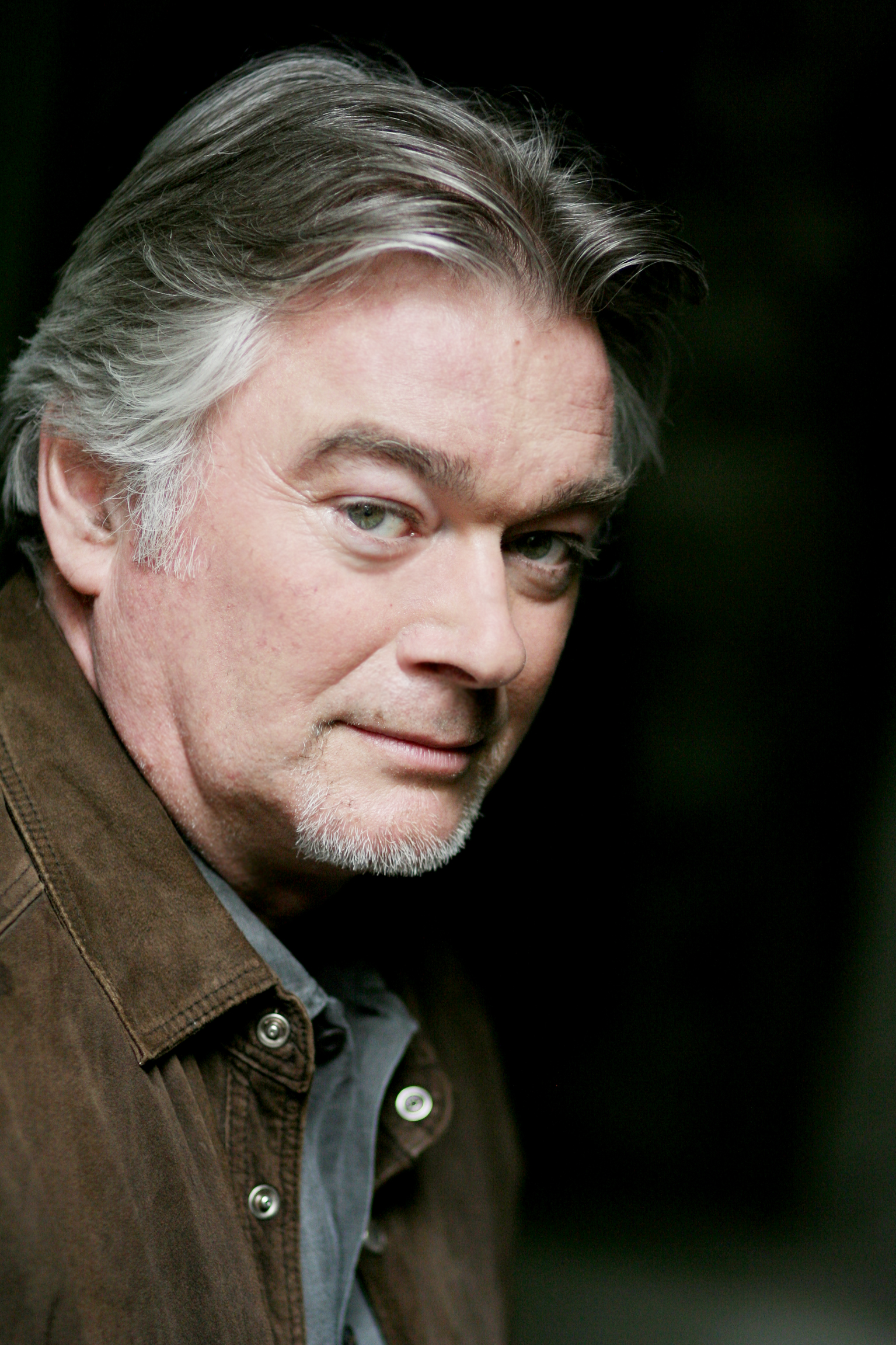
Christian Rauth

## Lieux de tournage

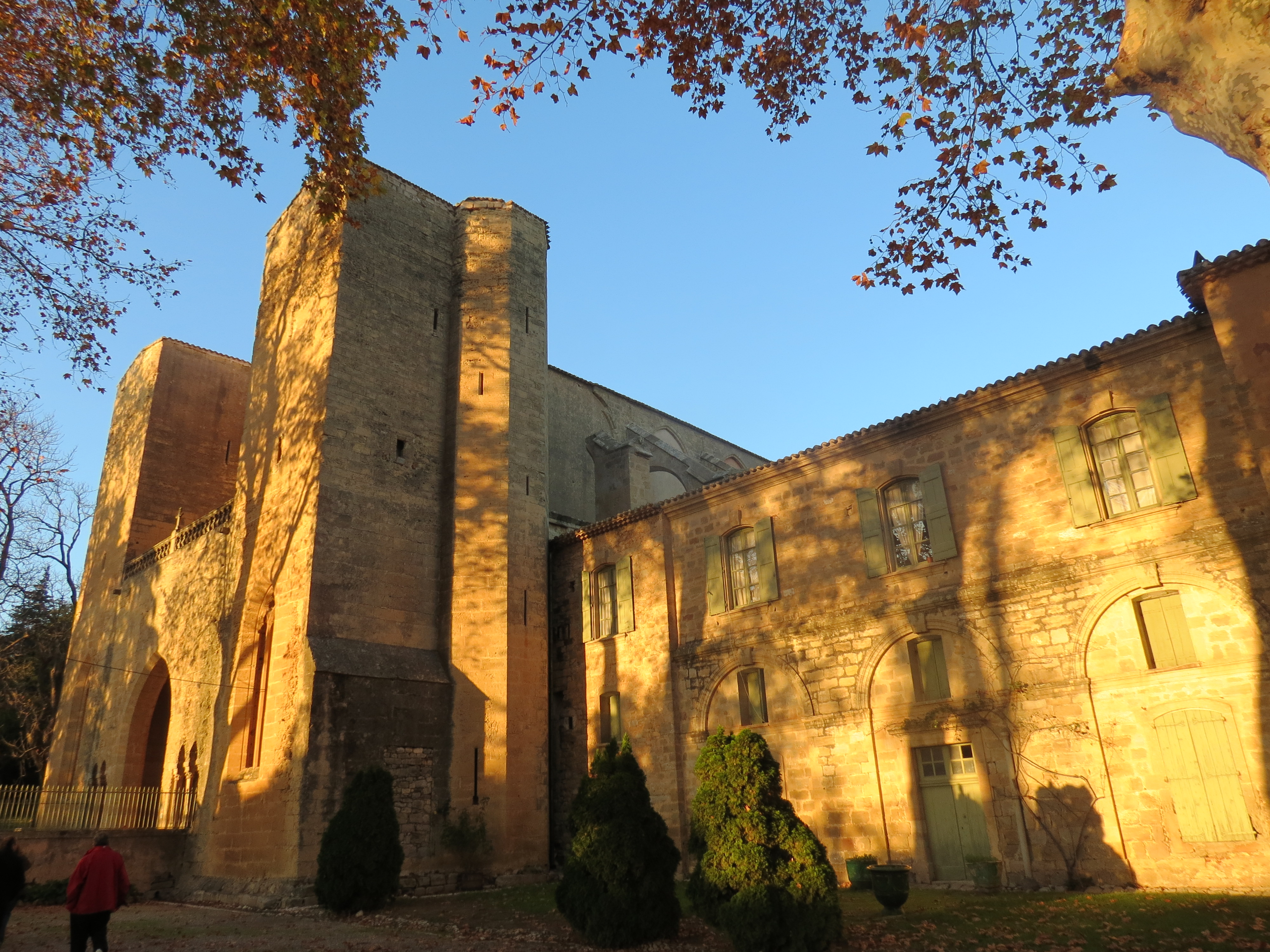
Abbaye Sainte-Marie de Valmagne.
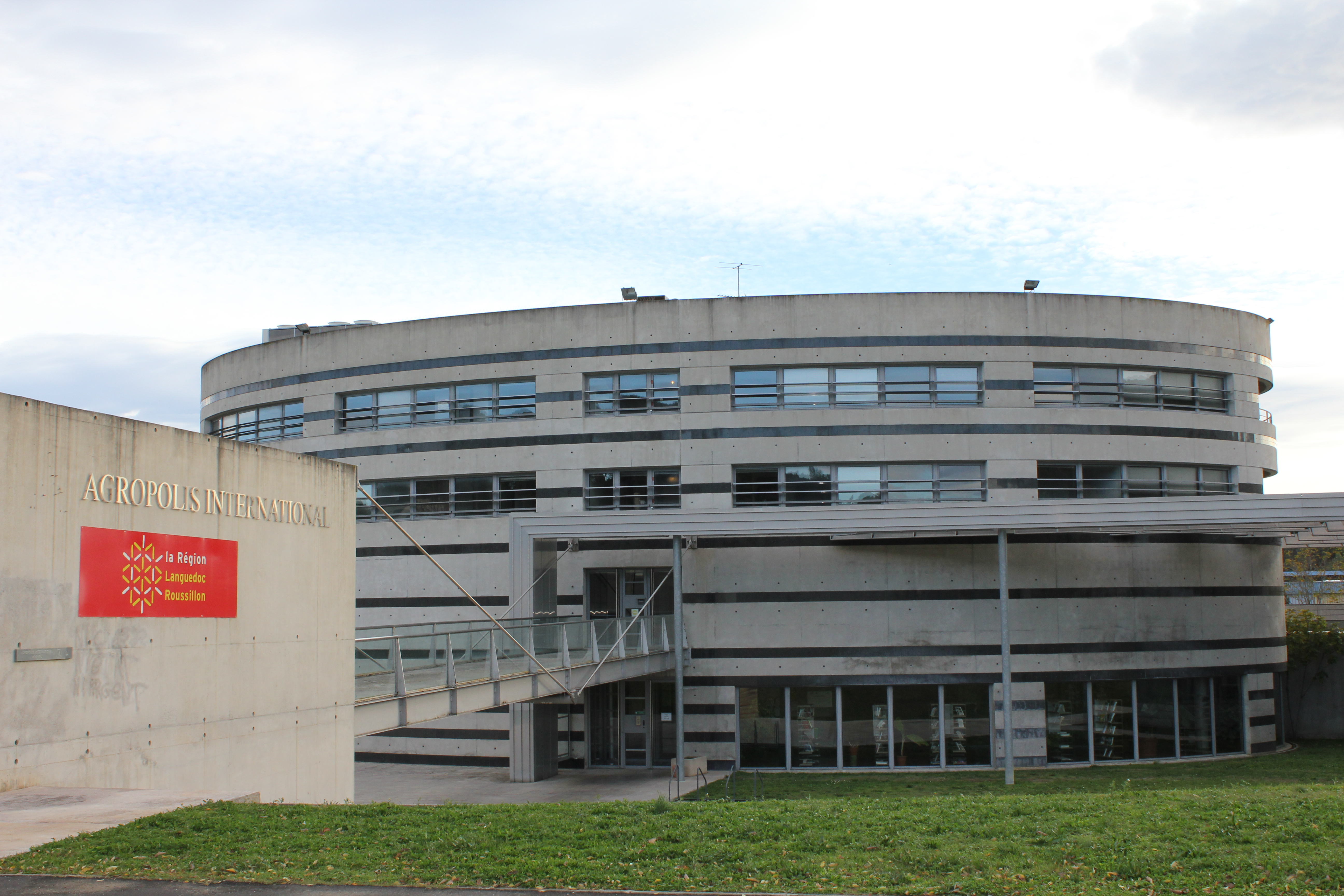
Hôtel de police.
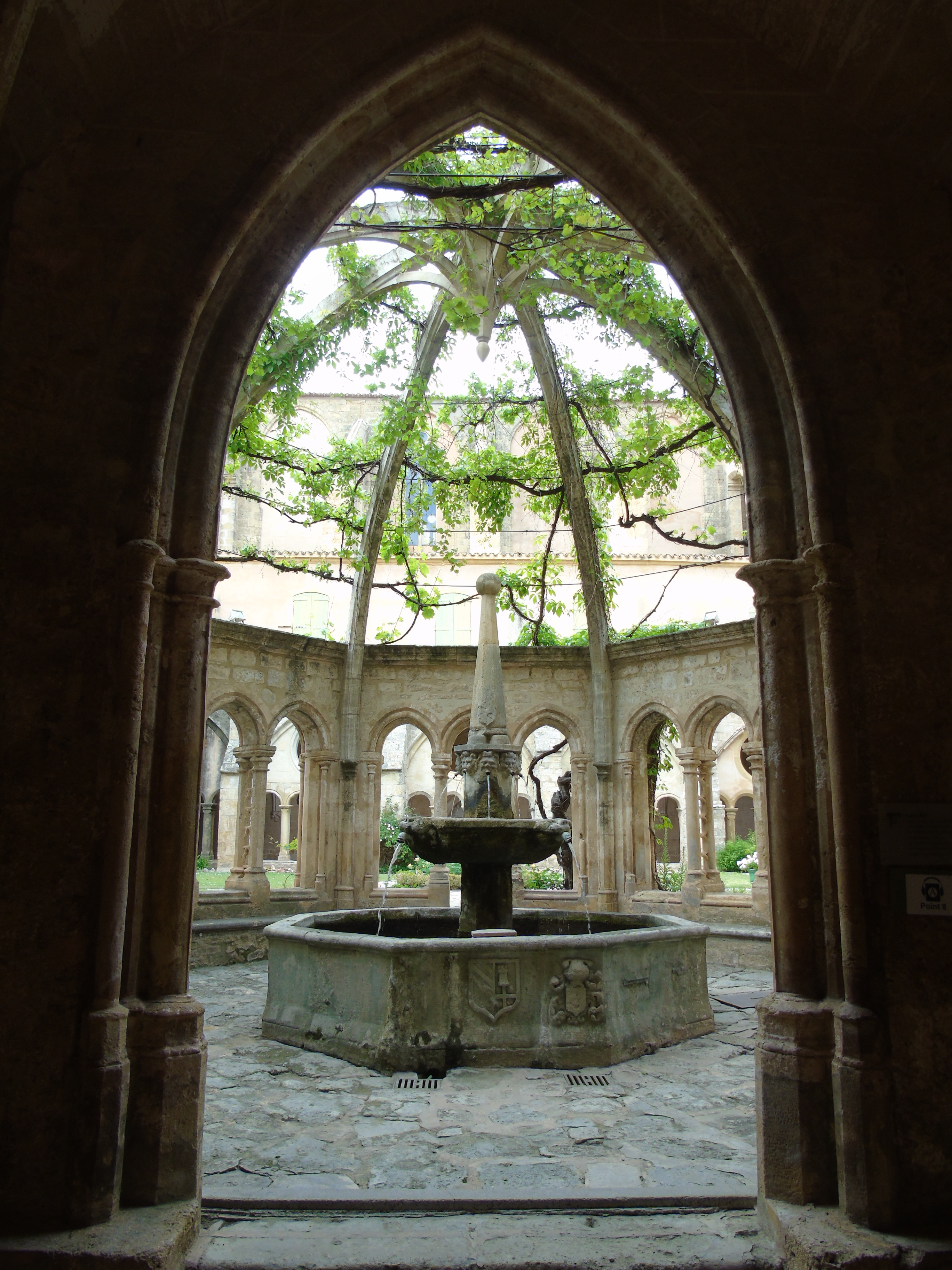
Fontaine-lavabo de l'abbaye de Valmagne.

## Épisodes

### Épisode 1 (pilote)[3]
- Titre original : Elli et Clément[4]

- Réalisation : Laurence Katrian

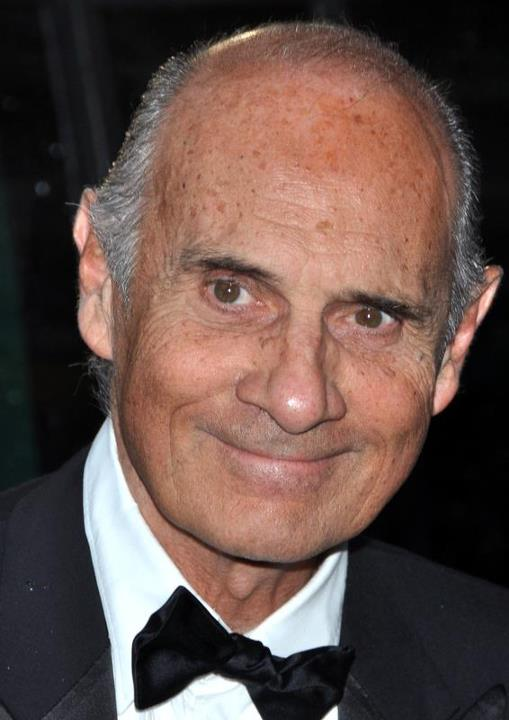
Guy Marchand

- Scénario : Marie Deshaires et Catherine Touzet
- Premier assistante réalisatrice : Frédérique Delahaye
- Production : Mother Production avec la participation de France Télévisions
- Producteurs : Aurélien Larger, Simon Trouilloud et Harold Valentin
- Directeurs de production : Béatrice Chauvin-Ballay et Bruno Hervieu
- Photo : Antoine Roch
- Costumes : Laurence Struz
- Décors : Ambre Sansonneti
- Pays d'origine :  France
- Langue originale : français
- Format : couleur
- Genre : policier
- Dates des premières diffusions :

- -  Belgique : 8 décembre 2019 sur La Une[5]
  -  Suisse : 3 janvier 2020 sur RTS Un
  -  4 février 2020 sur France 3

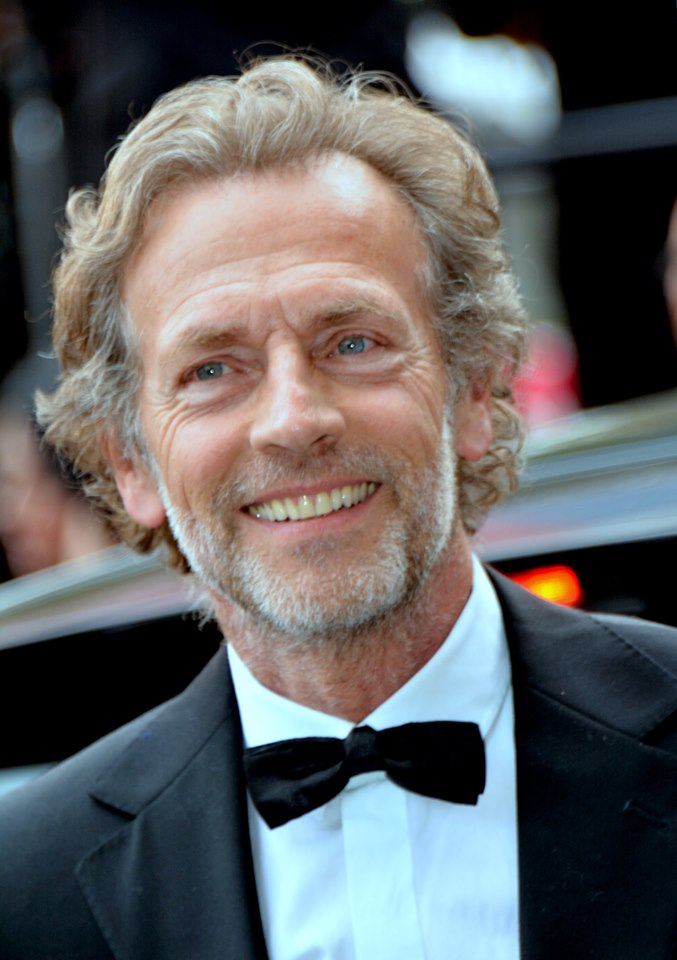
Stéphane Freiss

- Synopsis : Frère Benoît est retrouvé poignardé dans son monastère. L'enquête est confiée à la capitaine Elli Taleb, policière athée et hermétique aux faits religieux : « Mon père était musulman, ma mère juive », précise-t-elle à frère Clément lors d'un office[6]. Clément, lui, s'apprête à prononcer ses vœux définitifs et est prêt à l'aider. Le moine novice va initier la policière à la vie d'un monastère, alors qu'il va lui-même découvrir des éléments de son passé.
- Distribution :

 Sauf indication contraire, les informations mentionnées dans cette section peuvent être confirmées par la base de données cinématographiques IMDb,  présente dans la section « Liens externes ».
- - Guy Marchand : Pierre Maillard
  - Stéphane Freiss : abbé Louis
  - Xavier de Guillebon : Éric Maillard
  - Christine Citti : Hélène

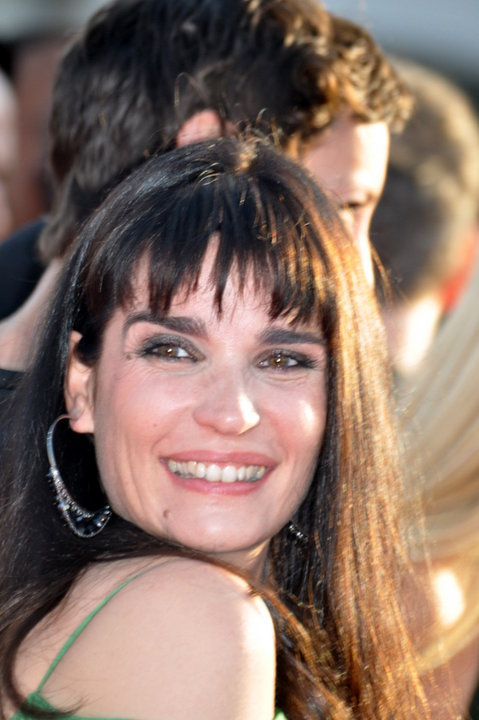
Christine Citti

- Tournage : le téléfilm a été tourné sous le titre Elli et Clément, du 3 au 29 juin 2019 à Montpellier et sa région[4], notamment à l'abbaye Sainte-Marie de Valmagne et au prieuré Saint-Michel de Grandmont[7].
- Accueil critique : Moustique juge que « malgré des ficelles usées, Prière d'enquêter est un divertissement parfait »[5]. Télé Loisirs parle d'« une intrigue efficace qui aborde de nombreux sujets actuels » malgré « quelques baisses de régime ». Le magazine français salue des « acteurs impeccables dont Sabrina Ouazani »[8]. Télépro complimentent également les acteurs : « Deux acteurs âgés d'à peine 31 et 29 ans, qui confirment tout le bien que l'on pense d'eux »[9].

À la suite de ce succès, France 3 a donné son accord pour que le téléfilm devienne une collection.

### Épisode 2:Œil pour œil
- Réalisation : Laurence Katrian

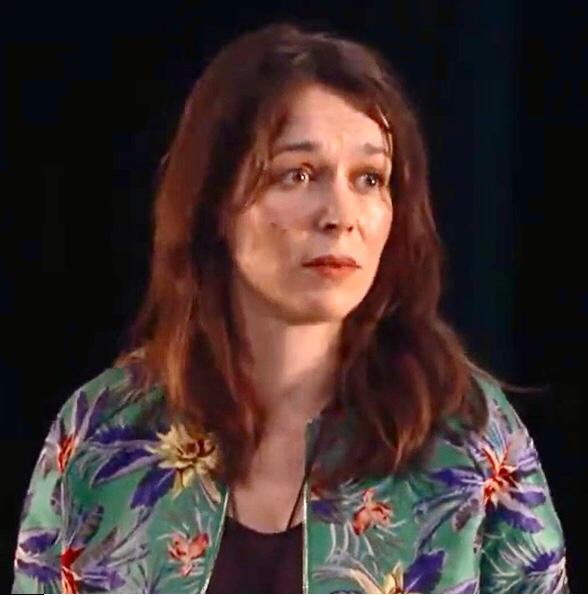
Marie Dompnier

- Scénario : Marie Deshaires, Catherine Touzet et Josselyn Bossennec
- Dates des premières diffusions :
  -  Belgique : 6 janvier 2021 sur La Une
  -  19 janvier 2021 sur France 3
- Synopsis : L'animateur d'un camp d'éclaireurs est retrouvé mort dans un temple protestant, une seringue à la main.
- Distribution :
  - Nicolas Briançon : Vincent
  - Marie Dompnier : Juliette
  - Delphine Rollin : Anne
  - David Baiot : Alex
- Tournage : août et septembre 2020 à Montpellier, Brissac, Roquedur, Saint-Julien-de-la-Nef, Sauve, Villeveyrac[11],[12].

### Épisode 3:C'était écrit
- Réalisation : Laurence Katrian
- Scénario : Marie Deshaires, Catherine Touzet et Josselyn Bossennec
- Dates des premières diffusions :
  -  Belgique : 9 juin 2022 sur La Une
  -  : 6 septembre 2022 sur France 3
- Synopsis : Nathalie Josserand, professeure, est retrouvée morte dans un amphi de l'université Paul-Valéry-Montpellier.
- Distribution :
  - Céline Deest : Nathalie Josserand
  - Jean-Pierre Lorit : Stéphane Rocques
  - Antoine Hamel : David Saunier
  - Ludmila Mikael : Emilie Pinson
- Tournage : juin et juillet 2021, notamment à Montpellier[13], Villeveyrac et Balaruc-les-Bains.

### Épisode 4:Un si long chemin
- Réalisation : Laurence Katrian
- Scénario : Marie Deshaires, Catherine Touzet et Josselyn Bossennec

- Dates des premières diffusions :
  -  Belgique : 16 juin 2022 sur La Une
  -  : 20 juin 2023 sur France 3

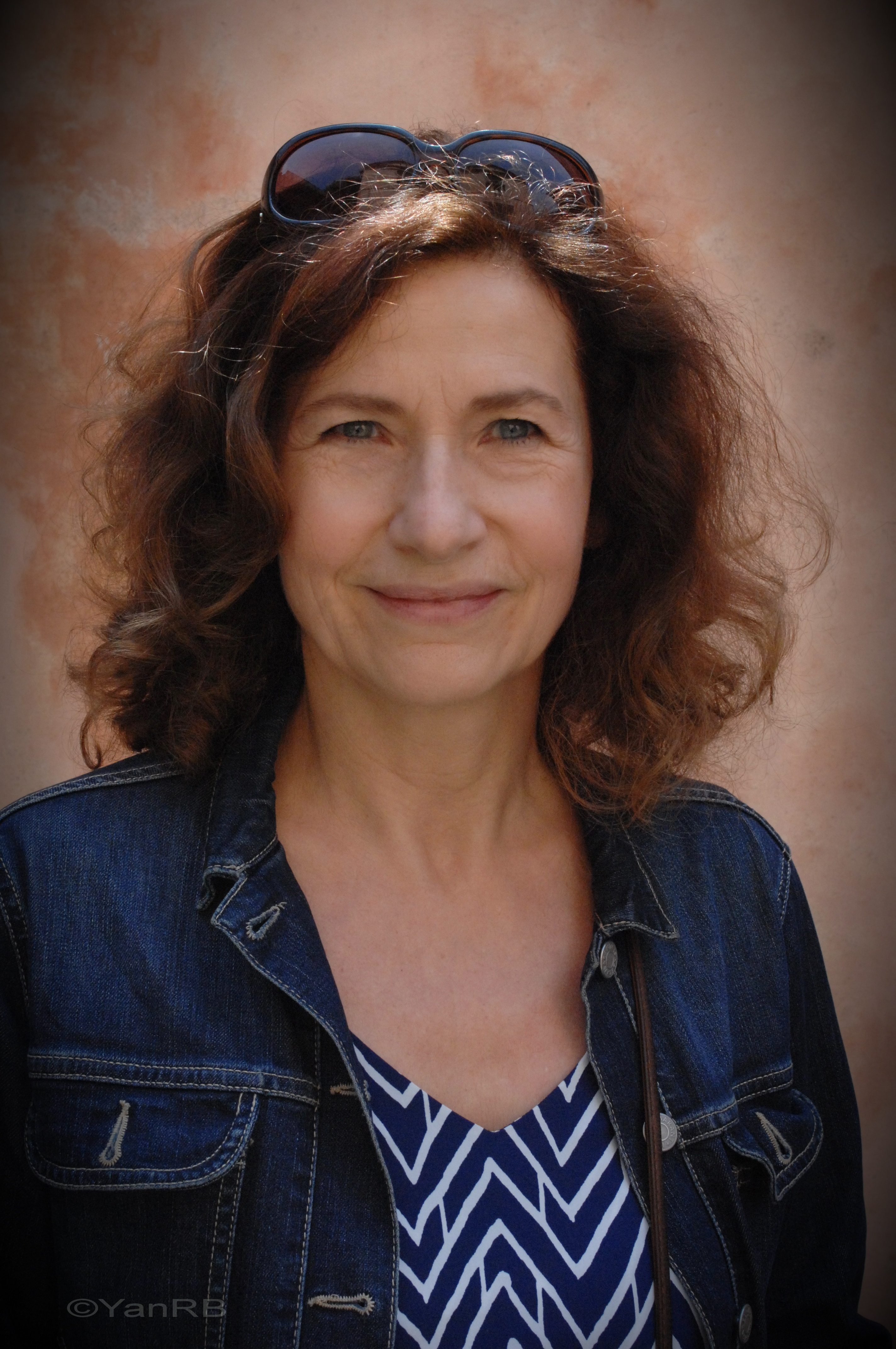
Marie Bunel

- Synopsis : Eric Massol, propriétaire d'un gîte sur le chemin de Compostelle, est retrouvé assassiné.
- Distribution :
  - Didier Chaix : Eric Massol/Jérôme Tellier (la victime)
  - Joséphine Berry : Julia Crepin (belle-fille d'Eric Massol)
  - Vincent Leendhardt : Jean-Jacques Caubrière
  - Karine Monneau : Violaine Caubrière
  - Marie Bunel : Jeanne Perrole
  - Grégoire Isvarine : Maxime Le Goff
  - Patrick Rocca : Bernard Albertini
  - Joséphine Draï : Amélie Laccore
  - Vanessa Liautey : Louise (compagne du lieutenant Franck Gallois)
  - Emma Garret : Carla Pilato (fille au collier à la clé)
- Tournage : juin et juillet 2021

### Épisode 5:Bonne chère et mauvais sang
- Réalisation : Laurence Katrian

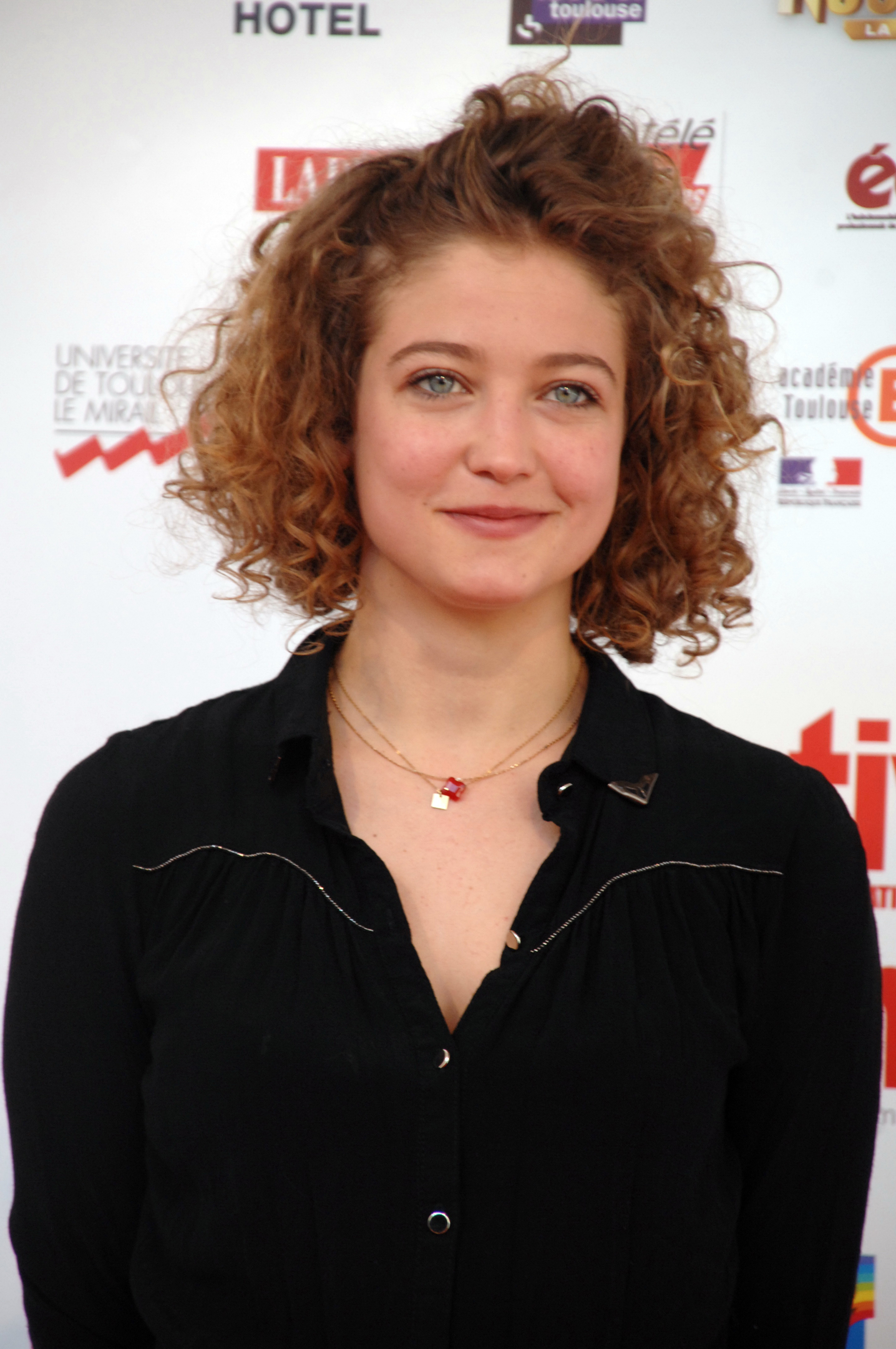
Sophie de Fürst

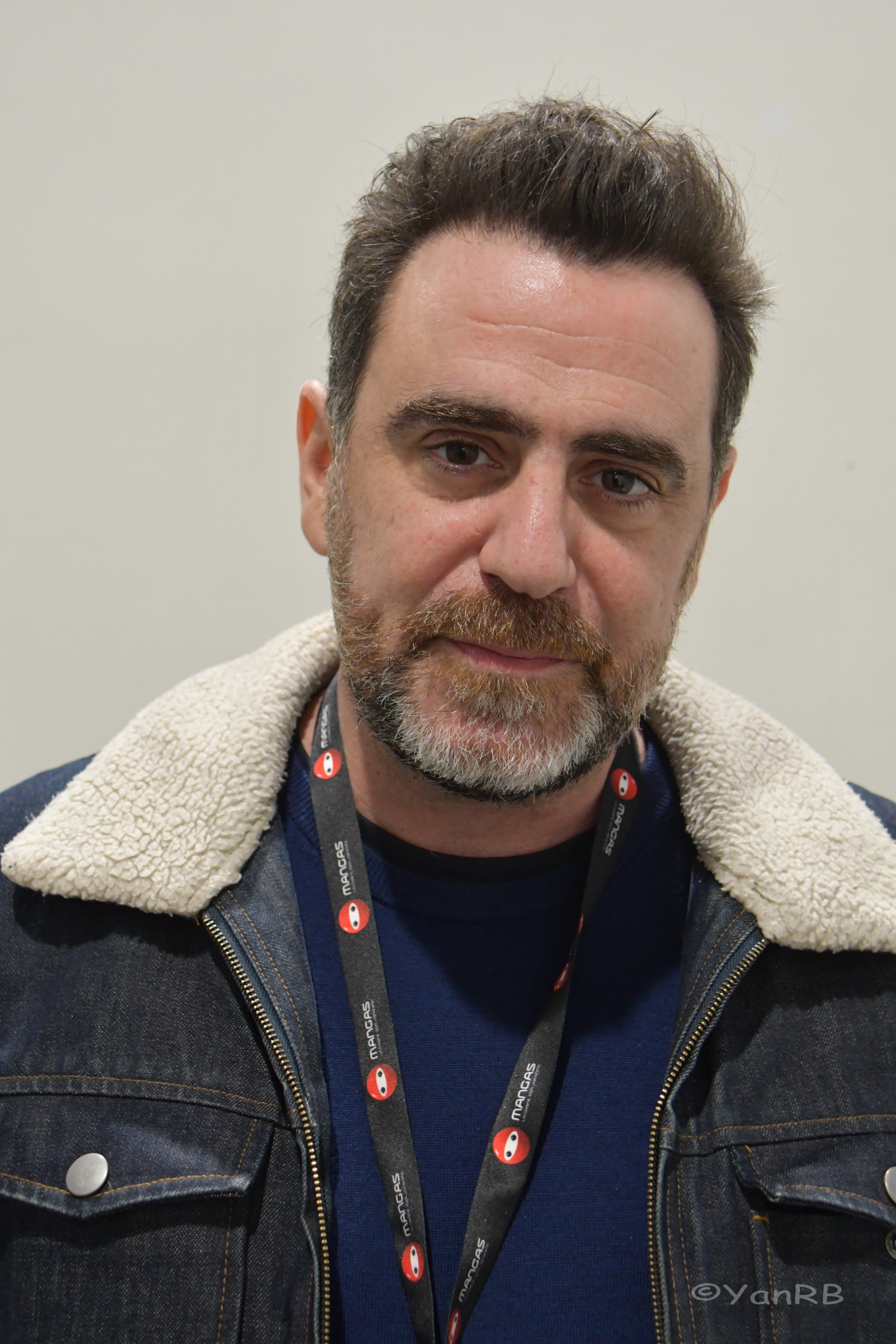
Jérémie Covillault

- Scénario : Anne-Charlotte Kassab, David Paillot et Josselyn Bossennec
- Dates des premières diffusions :
  -  Belgique : 14 mars 2023 sur La Une
  -  : 27 juin 2023 sur France 3
- Synopsis : Un cuisinier est retrouvé mort dans son restaurant.
- Distribution :
  - Roby Schinasi : Antoine
  - Sophie de Fürst : Gabrielle Herbier
  - Lilly-Fleur Pointeaux : Nina Herbier
  - Jérémie Covillault : Luc Guichard
  - Vanessa Liautey : Louise (compagne du lieutenant Franck Gallois)
  - Alberto Gimignani : Gianni Pilato
  - Dorothée Caby : Florence Pilato
  - Emma Garret : Carla Pilato (fille de Gianni et Florence Pilato)
- Tournage : juin et juillet 2022[14]

### Épisode 6:Une âme perdue
- Réalisation : Laurence Katrian
- Scénario : Anne-Charlotte Kassab, David Paillot et Josselyn Bossennec
- Dates des premières diffusions :
  -  Belgique : sur La Une
  -  : 4 juillet 2023 sur France 3
- Synopsis : L'abbaye de Valmagne est une nouvelle fois le théâtre d'un terrible drame. En effet, le contremaître du chantier de rénovation, réalisé par les compagnons du devoir, est retrouvé mort au pied du narthex, victime d'une chute dont les causes restent mystérieuses. De retour sur place, Elli s'attaque à une enquête complexe et doit déterminer s'il s'agit d'un simple accident ou d'un meurtre. Déjà bouleversé par sa rencontre avec ses parents biologiques, Clément affronte ce tragique évènement avec stupeur...
- Distribution :
  - Roby Schinasi : Antoine
  - François Caron : Victor Meissonnier
  - Rémi Pedevilla : Laurent Meissonnier (Fils de Victor)
  - Tanguy Onakoy : Baptiste
  - Camille Thibaud : Tara
  - Luna Lou : Iris Meyer
  - Cedric Weber : Nicolas Meyer (Père d'Iris)
  - Vanessa Liautey : Louise (compagne du lieutenant Franck Gallois)
  - Alberto Gimignani : Gianni Pilato
  - Dorothée Caby : Florence Pilato
  - Emma Garret : Carla Pilato (fille de Gianni et Florence Pilato)
- Tournage : juin et juillet 2022

## Accueil

### Audiences
| no | Titre                       | Date de diffusion France | Téléspectateurs | Part d'audience | Classement | Référence |
| -- | --------------------------- | ------------------------ | --------------- | --------------- | ---------- | --------- |
| 1  | Prière d'enquêter           | 4 février 2020           | 4 260 000       | 20 %            | 1er        | [ 15 ]    |
| 2  | Œil pour œil                | 19 janvier 2021          | 5 130 000       | 21,4 %          | 1er        | [ 16 ]    |
| 3  | C'était écrit               | 6 septembre 2022         | 3 090 000       | 15 %            | 1er        | [ 17 ]    |
| 4  | Un si long chemin           | 20 juin 2023             | 3 870 000       | 20,8 %          | 1er        | [ 18 ]    |
| 5  | Bonne chère et mauvais sang | 27 juin 2023             | 3 550 000       | 20 %            | 1er        | [ 19 ]    |
| 6  | Une âme perdue              | 4 juillet 2023           | 3 650 000       | 19,8 %          | 1er        | [ 20 ]    |

Légende
- Les plus hauts chiffres d'audience
- Les plus bas chiffres d'audience

## Distinction

### Sélection
- Festival Polar de Cognac 2020 : Polar du meilleur film unitaire[21]